# Haarlemmerstraat 77 (Amsterdam)
Haarlemmerstraat 77, Amsterdam is een gebouw aan de Haarlemmerstraat te Amsterdam-Centrum.
De Haarlemmerstraat is een eeuwenoude straat net ten noorden van de grachtengordel. De originele gebouwen zijn in de loop der eeuwen grotendeel vervangen door nieuwbouw, dan wel nieuwbouw op nieuwbouw.
Dit hoekpand van de Haarlemmerstraat en de Herenmarkt stamt aldus de jaarsteen uit 1898; de jaarsteen is in een cartouche in de gevel van de Herenmarkt leesbaar. De bestektekening dateert uit december 1897. Van het gebouw is overigens maar weinig bekend, behalve die jaarstenen en de heropening in 1898 van wijnhandel en proeflokaal van horecaondernemer Van Iersel. Het gebouw bestaat sindsdien uit vijf bouwlagen (winkeleenheid, drie woonlagen en een zolder).  Het gebouw heeft vier opvallende kenmerken:
- hier en daar zijn groene geglazuurde bakstenen toegepast;
- een grote erker die steunend op consoles boven de winkelingang bevindt, langs de woonetages is gemonteerd en uitmondt in een torentje;
- bovenlichten in de erker kennen kleurpatronen
- aan de zijde van de Haarlemmerstraat 79 en Herenmarkt wordt het dak afgesloten met trapgevels.

Het gebouw herbergde tot in de 21e eeuw een horecabedrijf op de begane grond (gegevens augustus 2022: Café Harlem/Harlem Soul Food). 
Kunstenaar Herman Schouten (1747-1822) legde eind 18e eeuw een voorganger van dit gebouw vast tijdens het maken van een tekening van het West-Indisch Huis. Het was toen al een bedrijfspand, maar een verdieping lager en meer met het uiterlijk van een grachtenpand.        
Het pand werd 23 november 2004 tot gemeentelijk monument verklaard.

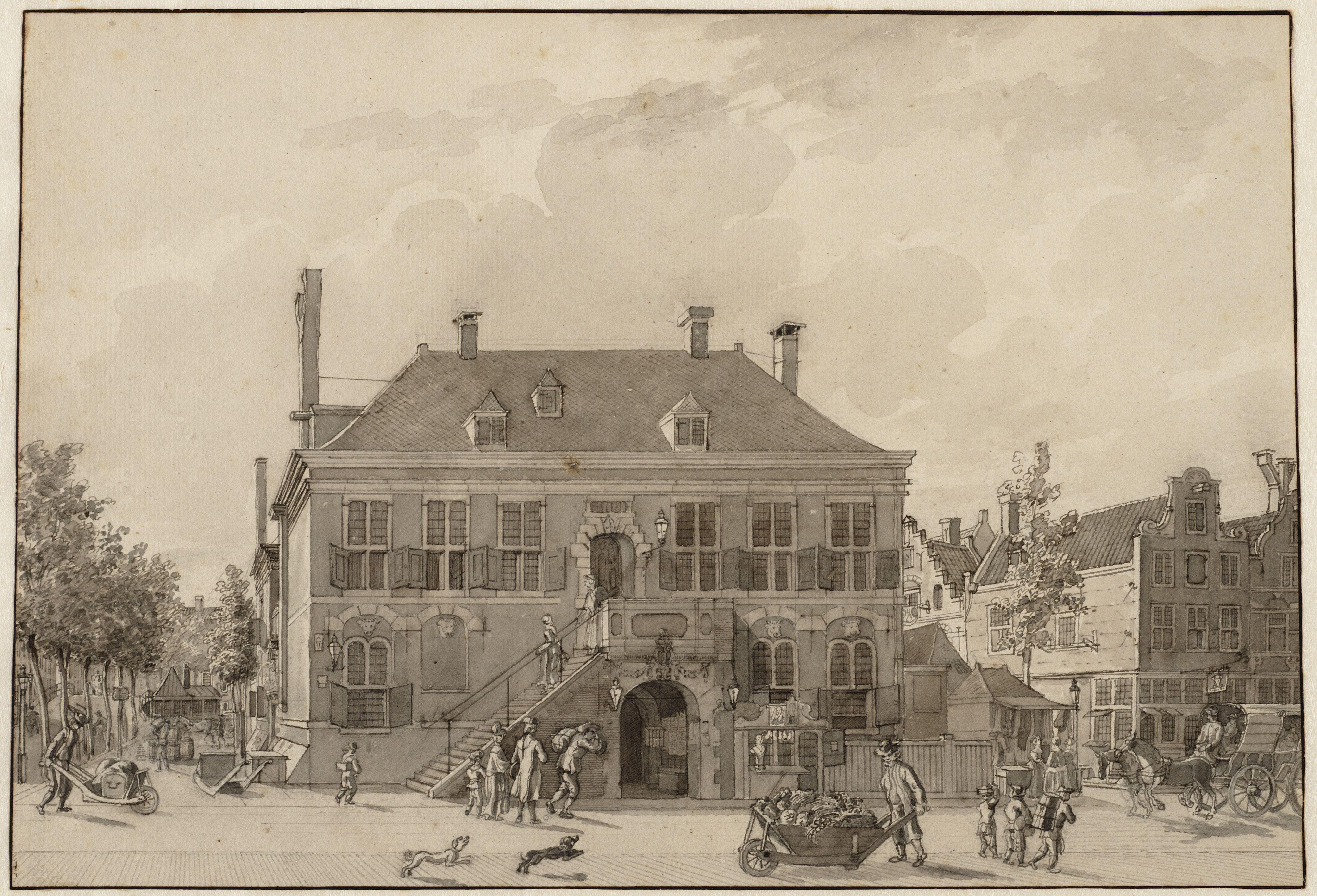
Herman Schouten met het West-Indisch Huis (Heere Logement)